# 白浪镇 (十堰市)
白浪镇，是中华人民共和国湖北省十堰市郧阳区下辖的一个乡镇级行政单位。

## 行政区划
白浪镇下辖以下地区：
丹江村、白浪村、郭沟村、洋溪沟村、袁家湾村、会沟村、寺沟村、东沟村、杨沟村和叶庄村。